# 李季疯
李季疯（1919年—1945年），中国作家，原名李福禹，辽阳人。主要创作抗日作品，曾被满洲国政府通缉。其主要作品有长篇小说《昙花一现》、《婚姻之路》、《昼》、《夜》，中篇《满洲的陈白露》等。
李季疯在中学读书的时候，正赶上九一八事变爆发，不得不中途辍学。他参加过北京义勇军打游击；还在东北家乡当过店员，最后经人介绍到长春《民生报》当编辑，并申此走上了作家之路。1939年，李季疯被聘到《大同报》当副刊编辑，并兼任该报消息版主编。此外，他还在《华文大阪每日》、《新满洲》、《麒麟》等报刊上发表文艺作品，抨击现实社会，鼓动青年勇敢地站出来反抗。中共东北地下党负责人荆玉珩让他注意隐蔽，李季疯便变换多个笔名发文。
李季疯还成立了抗日文化组织“青年读书会”。他们阅读的主要书籍有：巴金，茅盾、高尔基、屠格涅夫，托尔斯泰等作家的小说，鲁迅的杂文，艾思奇的《大众哲学》，黑格尔的《辩证法》，还有当时的一些禁书。